# Clayton n.º 333
Clayton n.º 333 es un municipio rural canadiense situado en la provincia de Saskatchewan.

## Superficie
Clayton n.º 333 tiene una superficie de 1380,68 km².

## Demografía
En 2021, tenía 631 habitantes, una densidad poblacional de 0,5 hab./km², y 307 viviendas.